# Kondensatorfarbkode

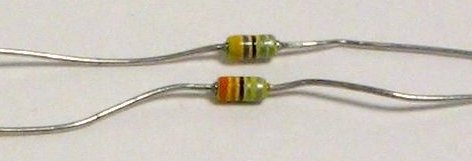
Mit Farbkode versehene Kondensatoren, 470 pF, 5 %, 500 V, darunter 330 pF, 5 %, 500 V

Der Kondensatorfarbcode oder Farbkode für Kondensatoren ist eine Farbkennzeichnung für die elektrischen Werte von  Kondensatoren, die als  elektronische Bauteile meist sehr klein und darüber hinaus rund sind. Um die daraus resultierende Schwierigkeit zu umgehen, lesbare Zahlen auf der Oberfläche dieser Bauteile abzubilden, wurde der umlaufende Aufdruck von Farbkennringen eingeführt. Die Werte von diskreten Widerständen, Kondensatoren und Spulen werden allerdings nicht in jedem durch den Farbkode darstellbaren Wert produziert, sondern nur in geometrischen Abstufungen. Diese sind normiert und werden als E-Reihe bezeichnet. 
| Farbe   | erster Ring Ziffer | zweiter Ring Ziffer | dritter Ring Multiplikator | vierter Ring Toleranz | vierter Ring Toleranz | fünfter Ring Betriebs- spannung |
| Farbe   | erster Ring Ziffer | zweiter Ring Ziffer | dritter Ring Multiplikator | C < 10 pF             | C > 10 pF             | fünfter Ring Betriebs- spannung |
| ------- | ------------------ | ------------------- | -------------------------- | --------------------- | --------------------- | ------------------------------- |
| „keine“ | —                  | —                   | —                          | ±20 %                 | —                     | 500 V                           |
| silber  | —                  | —                   | —                          | —                     | —                     | 2 kV                            |
| gold    | —                  | —                   | —                          | —                     | —                     | 1 kV                            |
| schwarz | —                  | 0                   | 100 pF                     | —                     | ±20 %                 | —                               |
| braun   | 1                  | 1                   | 101 pF                     | 0,1 pF                | ±1 %                  | 100 V                           |
| rot     | 2                  | 2                   | 102 pF                     | 0,25 pF               | ±2 %                  | 200 V                           |
| orange  | 3                  | 3                   | 103 pF                     | —                     | —                     | 300 V                           |
| gelb    | 4                  | 4                   | 104 pF                     | —                     | —                     | 400 V                           |
| grün    | 5                  | 5                   | 105 pF                     | 0,5 %                 | ±5 %                  | 500 V                           |
| blau    | 6                  | 6                   | —                          | —                     | —                     | 600 V                           |
| violett | 7                  | 7                   | —                          | —                     | —                     | 700 V                           |
| grau    | 8                  | 8                   | 10−2 pF                    | —                     | —                     | 800 V                           |
| weiß    | 9                  | 9                   | 10−1 pF                    | ±1 pF                 | ±10 %                 | 900 V                           |

## Verwandte Themen
Ähnliche Farbkodierungen gibt es auch für Widerstände, Spulen und Dioden.